# Сорая Арнелас
Сорая Арнелас Рубиалес (родена на 13 септември 1982 г.), по-известна като Сорая, е популярна испанска певица.

## Биография
Родена е във Валенсия де Алкантара, Касерес, Испания, на 13 септември 1982 година. След като завършва образованието си в родния си град, започва работа в местна радиостанция, но скоро започва работа като стюардеса. Владее пет езика.
През 2005 г. участва в музикалния конкурс „Операция Тримф“ и го спечелва, с което стартира и музикалната си кариера. Същата година излиза дебютния ѝ албум, „Corazón de fuego“. Сорая представя Испания в конкурса на Евровизия 2009 в Москва, Русия с поп денс песента „La noche es para mí“ („Нощта е за мен“). Като представител на една от страните-основателки на конкурса, участва директно на финала, но там се класира на предпоследно място, изпреварвайки единствено представителя на Финландия.

## Дискография
- 2005: Corazón de fuego
- 2006: Ochenta's
- 2007: La dolce vita
- 2008: Sin miedo